# Méthode de Shettles
La méthode de Shettles est une méthode de fécondation humaine censée aider à déterminer le sexe d'un bébé. Développée par le biologiste américain Landrum Brewer Shettles dans les années 1960, elle a été présentée dans l'ouvrage How to Choose the Sex of Your Baby (« Comment choisir le sexe de votre bébé »), coécrit par Shettles et David Rorvik. Publié pour la première fois en 1971, cet ouvrage a fait l'objet, depuis, de plusieurs éditions. En appliquant les différentes méthodes décrites dans l'ouvrage, il est suggéré qu'un couple peut influencer la probabilité d'avoir un garçon ou une fille.
Selon l'hypothèse, les spermatozoïdes mâles (Y) sont plus rapides mais plus fragiles et moins endurants que les spermatozoïdes femelles (X). De plus, les environnements acides nuisent aux spermatozoïdes Y, augmentant ainsi les chances de concevoir une fille. La méthode de Shettles vise à exploiter ces deux facteurs.
La méthode de Shettles diffère de la méthode d'Ericsson, dans laquelle le sperme est déposé à l'extérieur de la femme et on laisse le temps aux spermatozoïdes rapides et lents de se séparer avant insémination artificielle.

### Moment des rapports sexuels
Pour avoir un garçon, l'insémination doit avoir lieu le plus près possible de l'ovulation afin que les spermatozoïdes Y, plus rapides, arrivent en premier et permettent la fécondation, selon l'hypothèse.
Pour avoir une fille, le couple doit avoir des rapports sexuels 2,5 à 3 jours avant l'ovulation.

### Position sexuelle
Une pénétration superficielle, associée à un dépôt du sperme près de l'entrée des organes génitaux de la femme, favorise la conception féminine, car cette zone est plus acide, ce qui inhibe les spermatozoïdes Y, plus faibles et moins endurants, selon l'hypothèse.
Pour permettre aux spermatozoïdes Y, supposés se déplacer plus rapidement, d'atteindre l'ovule en premier, une pénétration plus profonde doit être pratiquée afin de déposer le sperme dans la zone la moins acide, près de l'orifice utérin.
Les rapports sexuels doivent avoir lieu à partir de 5 heures du matin, et se poursuivre toutes les deux heures pendant la période d'ovulation. Les ovules ont plus de chances d'être fécondés avant 7 heures du matin, ce que l'on appelle « la période de pointe ».

## Efficacité
Les partisans de cette méthode affirment que son taux d'efficacité est compris entre 75 et 90 pour cent.
Le 19 mai 1998, le Dr Landrum B. Shettles, Ph. D., a dicté à sa fille, Lana B. Shettles-Callahan, une réponse par courriel au professeur Hunt concernant la présentation du choix du sexe du bébé, avec la déclaration suivante : « David M. Rorvik et moi avons publié en 1971 How to Choose the Sex of Your Baby, avec des éditions révisées en 1977, 1984, 1989 et 1997, en dix-sept langues et une diffusion mondiale. À ce jour, plus d’un million d’exemplaires ont été vendus et plus de 25 000 réponses ont été données aux questions « ce que vous vouliez » et « ce que vous avez obtenu », avec un taux de réussite approximatif de 85 % pour les garçons et de 82 % pour les filles. Une bibliographie de 129 références cite 28 articles de ma part. Ce livre a fait ses preuves au cours des 27 dernières années ».
Cependant les chercheurs ne s'accordent pas sur le mode de fonctionnement et l'efficacité de cette méthode.
Par exemple, un article de 1995 intitulé  Timing of Sexual Intercourse in Relation to Ovulation - Effects on the Probability of Conception, Survival of the Pregnancy, and Sex of the Baby (« Moment des rapports sexuels par rapport à l'ovulation – Effets sur la probabilité de fécondation, la survie de la grossesse et le sexe du bébé  »), paru dans le New England Journal of Medicine conclut que « en pratique, le moment des rapports sexuels par rapport à l'ovulation n'a aucune influence sur le sexe du bébé ». L'étude a suivi quotidiennement les taux d'hormones des femmes afin de déterminer le jour de l'ovulation.
En revanche, une autre étude du New England Journal of Medicine (1979) a révélé que « [nos] résultats… démontrent que l'insémination à différents jours du cycle menstruel entraîne des variations du ratio des sexes ». Bien que cette deuxième étude soit plus vaste, elle n'a pas suivi les taux de LH dans le sang, mais a plutôt utilisé la durée du cycle pour déterminer le moment probable de l'ovulation. À l'appui d'un autre aspect des conclusions de Shettles concernant la morphologie des spermatozoïdes, élément important de sa méthode, une étude de 1997,  Size Differences Between X and Y Spermatozoa and Prefertilization Diagnosis  (« Différences de taille entre les spermatozoïdes X et Y et diagnostic de préfécondation »), publiée dans Molecular Human Reproduction, utilisant des techniques assistées par PCR, a conclu : « Statistiquement, la longueur, le périmètre et la surface des têtes des spermatozoïdes, ainsi que la longueur des cols et des queues des spermatozoïdes X étaient significativement plus grands et plus longs que ceux des spermatozoïdes Y ».
De nombreuses études ont confirmé les conclusions du Dr Shettles selon lesquelles les spermatozoïdes femelles, porteurs de l'X et plus gros, sont plus résistants, autre facteur important dans sa méthode. Il a été rapporté que les hommes travaillant en haute altitude, dans des environnements très chauds et exposés à diverses substances toxiques et à d'autres formes de stress physiologique engendrent beaucoup plus de filles que de garçons. OBGYN News, du 15 au 31 octobre 1982, par exemple, a rapporté une étude menée auprès de plongeurs sous-marins en Australie, montrant que leur progéniture était féminine à presque 2 contre 1.
Les chercheurs ont cité d'autres données indiquant une situation similaire concernant des pilotes d'avions militaires volant à haute altitude. Le Dr Shettles a soutenu que la pression atmosphérique, les vêtements trop serrés et de nombreux autres facteurs de stress pourraient favoriser les spermatozoïdes X. Une autre étude, publiée dans le magazine Discover en 1988 et intitulée « Girls from Space », a révélé que les pilotes de haute altitude et les astronautes engendraient beaucoup plus de filles que de garçons.
Une lettre de 2006, publiée par le BMJ, passant en revue certaines recherches, affirme cependant que « jusqu'à présent, les chercheurs n'ont trouvé aucune différence morphologique entre les spermatozoïdes humains X et les spermatozoïdes Y », ignorant ainsi des résultats antérieurs contraires, y compris certains publiés dans la même revue l'année précédente.
Un article de mai 2021 paru dans Fertility & Sterility reprenait un article publié dans la même revue 50 ans plus tôt ce mois-là, affirmant que « ... des revues scientifiques telles que Fertility & Sterility et The New England Journal of Medicine ont continué à publier des recherches réfutant les affirmations de la méthode de Shettles ».